# Common Market Women Team
Het Common Market Women Team was een internationaal bridgetoernooi van 1967-1998. Nederland, Frankrijk en Het Verenigd Koninkrijk wonnen het toernooi vier keer.

## Uitslagen
| Jaar | Locatie       | Goud                | Zilver              | Brons       | Nederland / Belgisch team                                                                                          |
| ---- | ------------- | ------------------- | ------------------- | ----------- | --- |
| 1967 | Oostende      | Nederland           | Frankrijk           | België      | Eugenie Akkerman, Will Bakker, Ida Blitzblum Dicky Hoogenkamp, Ria Gerards, Wil van Heusden                        |
| 1969 | Monte Carlo   | Frankrijk           | Italië              | België      | |
| 1971 | Oostende      | Italië              | Nederland           | Frankrijk   | Eugenie Akkerman, Cita de Kater Greet Mirrer, Wil van Heusden                                                      |
| 1973 | Den Haag      | Italië              | Verenigd Koninkrijk | Frankrijk   | |
| 1975 | Vittel        | Frankrijk           | Italië              | Duitsland   | |
| 1977 | Oostende      | Verenigd Koninkrijk | Italië              | Nederland   | Eugenie Akkerman, Cita de Kater, Petra Kaas, Bep Vriend, Ria Gerards, Wil van Heusden                              |
| 1979 | Salsomaggiore | Verenigd Koninkrijk | Italië              | Nederland   | Ria Gerards, Wil van Heusden, Petra Kaas, Bep Vriend, Marijke van der Pas, Elly Schippers, Rob Kaas (npc)          |
| 1981 | Birmingham    | Verenigd Koninkrijk | Frankrijk           | Italië      | |
| 1983 | Oostende      | Frankrijk           | Nederland           | Italië      | Laura van den Brom, Marijke van Mechelen, Petra Kaas, Bep Vriend                                                   |
| 1985 | Bordeaux      | Nederland           | Frankrijk           | Duitsland   | Anneke Simons, Jet Pasman, Marjorie Mulder, Laura van den Brom, Bob Kaiser (npc)                                   |
| 1987 | Valkenburg    | Frankrijk           | Nederland           | Nederland   | Jet Pasman, Anneke Simons, Marijke van der Pas, Elly Schippers Marjorie Mulder, Carla Arnolds, Else van Eijndhoven |
| 1989 | Oostende      | Nederland           | Frankrijk           | Griekenland | Bep Vriend, Carla Arnolds, Ellen Bakker, Ina Gielkens                                                              |
| 1991 | Athene        | Israël              | Frankrijk           | Nederland   | Carla Arnolds, Bep Vriend, Marijke van der Pas Elly Schippers, Ellen Bakker, Ina Gielkens                          |
| 1993 | Albufeira     | Verenigd Koninkrijk | Italië              | Frankrijk   | |
| 1996 | Oostende      | Oostenrijk          | Frankrijk           | België      | België Valerie Polet, Caroline Vandenbossche, Suzanne Cypres, Liane Quievy                                         |
| 1998 | Salsomaggiore | Nederland           | Ierland             | Italië      | Martine Verbeek, Wietske van Zwol, Anneke Simons, Jet Pasman, Marijke van der Pas, Bep Vriend, Ed Franken (npc)    |